# Lepisorus schraderi
Lepisorus schraderi là một loài thực vật có mạch trong họ Polypodiaceae. Loài này được (Mett.) Ching miêu tả khoa học đầu tiên năm 1933.